# José María Dols Samper
José María Dols Samper, conocido también como José Mari Manzanares hijo (Alicante, 3 de enero de 1982) es un torero y modelo español. Ha salido por la puerta grande de Las Ventas en dos ocasiones. 

## Biografía

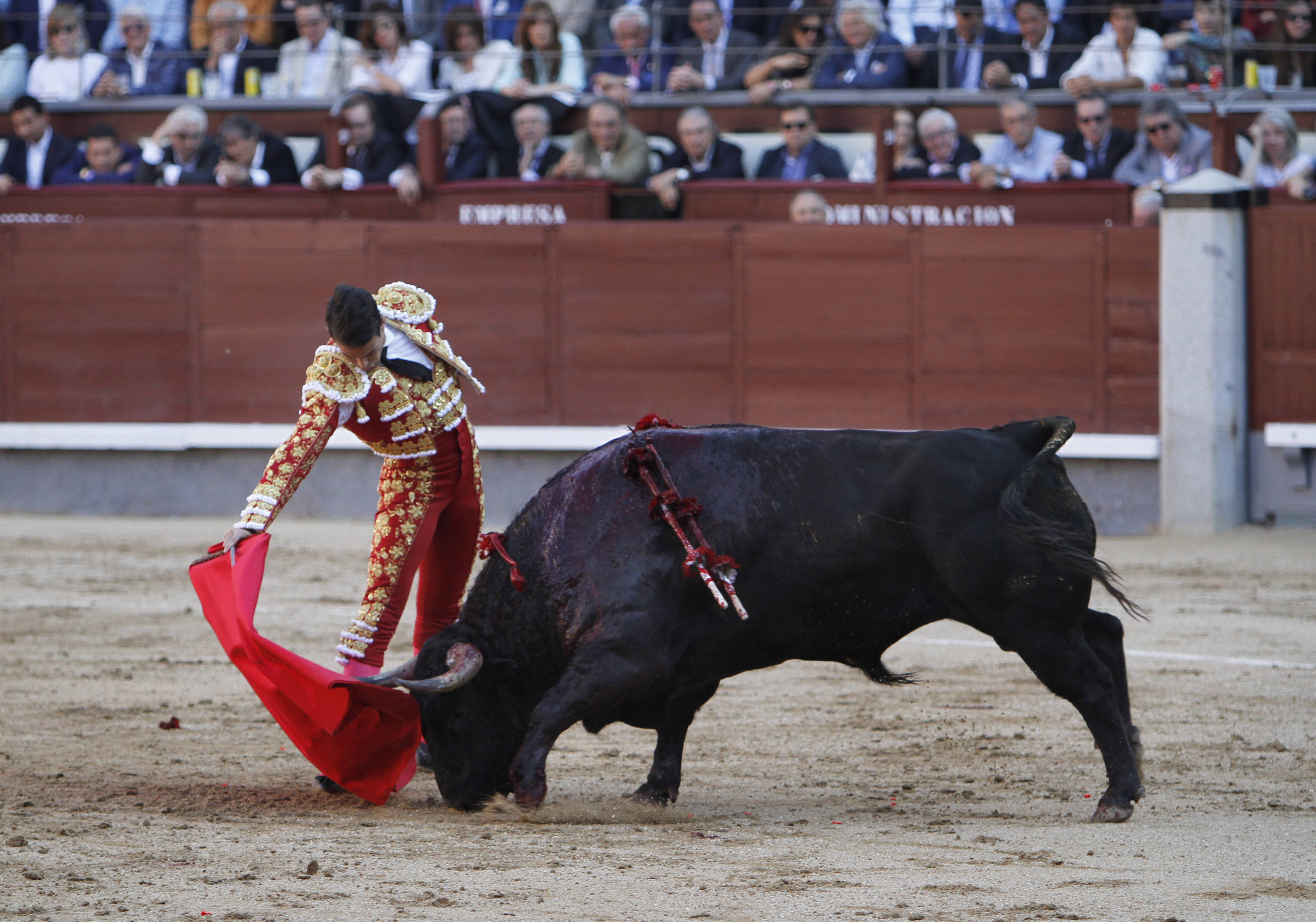
Derechazo de José María Manzanares en Madrid

Creció en el seno de una familia con una gran afición y ambiente taurino, pues es hijo del también torero José Mari Manzanares. Dejó sus estudios de veterinaria para dedicarse al toreo. En 2001, a los 19 años se presentó de becerrista en un festival en Campotéjar. Debutó con picadores en Nimes el 22 de febrero de 2002. 
Tomó la alternativa en la Feria de Hogueras de San Juan en Alicante  el 24 de junio de 2003. Actuó como padrino  Enrique Ponce y como testigo Francisco Rivera Ordóñez. Manzanares cortó una oreja a su primero, y dos orejas y rabo a su segundo, ambos astados de la ganadería de Daniel Ruiz. Desde que tomó la alternativa ha mantenido la decisión de no partir la plaza, es decir, no encabezar el cartel. Para ello ha ido dando la alternativa a novilleros o bien ha actuado por detrás de otros toreros veteranos, con pocas excepciones como en ocasión de los mano a mano. Confirmó la alternativa el 18 de mayo de 2005 en Las Ventas, siendo su padrino César Jiménez y Salvador Vega de padrino. En el 2006 confirmó su alternativa en Plaza México. El 1 de mayo de 2006 entre lágrimas y en un emotivo acto en la plaza de la Maestranza de Seviila cortaba la coleta de su progenitor José Mari Manzanares. En las temporadas 2007, que abandonó en septiembre por una infección de dengue, y 2008, que terminó por otro virus en septiembre, toreo con su padre en numerosas ocasiones. Su estilo está considerado de alto nivel artístico, serio y profundo. En la temporada 2008 obtuvo sonados triunfos en la Feria de Abril de Sevilla,  en la Feria de Hogueras de Alicante, el Acho y en Valencia (Venezuela), saliendo a hombros en sus actuaciones. La temporada 2011 fue muy importante para el torero. El 18 de mayo salió por la puerta grande de Las Ventas con toros de Núñez del Cuvillo. El 30 de abril de 2011 indultó al toro célebre Arrojado de la ganadería Núñez del Cuvillo en La Maestranza. Este indulto fue el primero en la historia de la plaza, ya que el último indulto había tenido lugar a un novillo en 1965. El 28 de septiembre salió por la puerta grande de la Monumental de Barcelona junto a Morante de la Puebla y El Juli. Los aficionados los llevaron a hombros hasta su hotel en un histórico momento de defensa de la tauromaquia, siendo éste el último año con festejos en la plaza.
En 2012 inició su carrera como modelo publicitario de firmas de alta costura, interviniendo en V Men con un estilismo de Carine Roitfeld que incluía una falda de gladiador. En 2013 fue la imagen masculina de la temporada primavera verano de Givenchy. En 2015 protagonizó, junto a Blanca Padilla, la campaña primavera verano inspirada en la tauromaquia de Dolce & Gabbana.
En 2016, en la corrida de la Beneficencia, salió por la puerta grande de Las Ventas, junto a López Simón, con toros de Victoriano del Río. Entre las faenas destacas señalar las salidas a hombros en Beziers en 2011, junto a Sebastián Castella, 2014 o 2021; Nimes en 2013; Plaza México en 2007; Cali en 2013; Mont de Marsan en 2014 o Valencia en 2012, 2014, 2015 o 2017.

## Vida personal
Contrajo matrimonio con Rocío Escalona, el 6 de noviembre de 2010, en la iglesia de Nuestra Señora de Gracia en Alicante. Tienen tres hijos, José María (2011), Julieta (2013) y Gabriela (2016).